# アレクシス・バスティーヌ
アレクシス・バスティーヌ（仏: Alexis Vastine、1986年11月17日 - 2015年3月9日）は、フランスのボクサー。セーヌ＝マリティーム県ポン・トードメール出身。
2008年の北京オリンピックではボクシングにてライトウェルター級銅メダルを獲得。2012年ロンドンオリンピックはウェルター級で5位だった。

2015年3月9日アルゼンチンのラ・リオハ州にて、リアリティ番組の撮影中に乗っていたヘリコプターがで別のヘリコプターと衝突し死亡。事故の犠牲者には競泳選手のカミーユ・ムファ、セーリング選手のフローレンス・アルトーがいた。